# Тарпеты

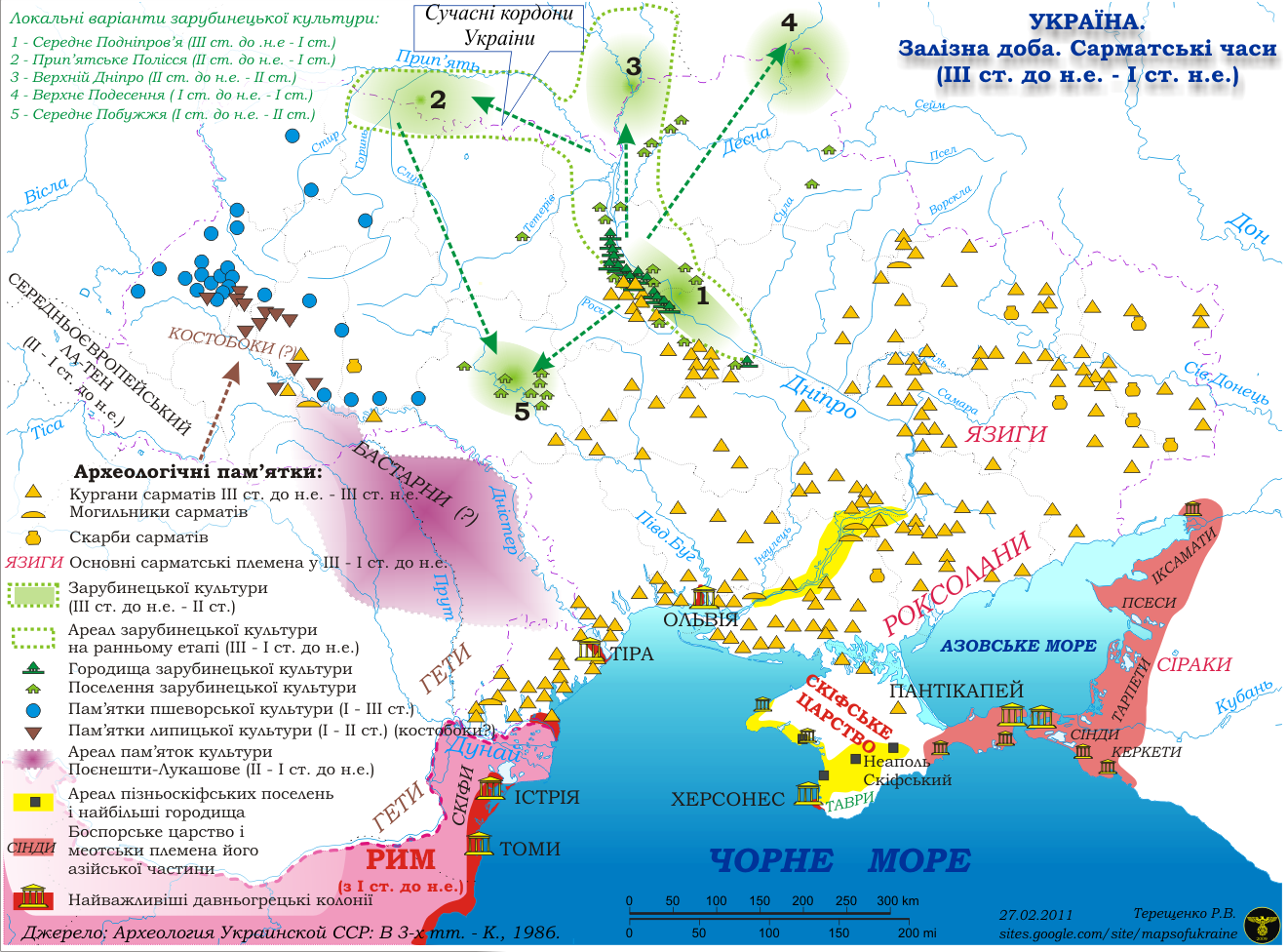
Юго-Восточная Европа III—I вв. до н.э.

Тарпеты — одно из меотских племён, живших в первом тысячелетии до н. э. на восточном и юго-восточном побережье Азовского моря. Упоминаются Страбоном.
В частности, Страбон писал:

К числу меотов, принадлежат сами синды и дандарии, тореаты, агры и аррехи, а также тарпеты, обидиакены, ситтакены, доски и некоторые другие.
Об истории тарпетов свидетельствали каменные надписи — титулары боспорского царя Перисада I (348—309 годы до н. э.), в котором перечисляются подвластные ему народы, в том числе и тарпеты. Однако в некоторых титуралах (этого же царя) тарпеты не упоминались, что говорит о том, что его власть над этим меотским племенем не была устойчивой.
Дальнейшая судьба тарпетов пока не известна. Вероятнее всего, они растворились в общемеотской среде.

## Позднейшие упоминания
Согласно Казачьему словарю-справочнику, в 893 году н. э. торпеты, в числе многих других племён населявших Приазовье, оказали казакам помощь по изгнанию печенегов, после чего сами заняли часть их земель между Верхним Доном и Волгой.